# Otto und Alwin
Otto und Alwin sind die Hauptfiguren von Comics des Grafikers und Illustrators Jürgen Günther, die von Oktober 1974 bis zum Juni 1981 mit einer Seite pro Heft als Fortsetzungsgeschichte in der DDR-Kinderzeitschrift FRÖSI erschienen. Später waren sie vor allem in Rätselcomics zu finden. Darüber hinaus wurden die Figuren auch für 50 Sammelbilder, also kleine Bildbeilagen, zu Kaugummis der in der DDR als Gestattungsproduktion hergestellten westdeutschen Marke OK Big Babaloo verwendet.
Inhalt der Comics waren die Abenteuer des in grüne Farbe gefallenen Orang-Utans Otto, der sich in Folge 17 mit dem Pinguin Alwin anfreundet. 1984 wurde ein Sammelband der bis dahin erschienen Einzelseiten veröffentlicht. Die beiden Figuren des Comics wurden des Weiteren in Weihnachtskalendern, Bastelbögen und anderen Beilagen der FRÖSI verwendet. Neue Comicgeschichten mit den beiden Figuren wurden in der Neuauflage der Frösi im Jahr 2005 abgedruckt. Drei Jahre später erschien eine Gesamtausgabe in Buchform.